# Chéréphon
Chéréphon (ou Chaeréphon) de Sphettos (? - v. -400) en grec ancien Χαιρεφῶν est un ami d’enfance et ami intime et fidèle de Socrate, dont il est élève et assistant.

## Notice historique
D’un tempérament notoirement exalté et impétueux, Aristophane le raille dans Les Nuées, Les Guêpes et Les Oiseaux, parasite de Callias,, il a consulté la pythie au sujet de son maître et ami, laquelle consacre ce dernier comme l’homme le plus sage. Fervent partisan de la démocratie, il doit s’exiler en -404, lorsque les Trente prennent le pouvoir. Il rentre à Athènes en -403 après deux ans d’exil, mais ne vit pas assez longtemps pour assister au procès de Socrate en -399, et est remplacé par son frère Chérécrate en tant que témoin du procès.

## Sources
- Platon, Apologie de Socrate [détail des éditions] [lire en ligne] (21a)
- Platon, Gorgias [détail des éditions] [lire en ligne] (447b, 458c, 481b)
- Alcyon
- Xénophon, Apologie de Socrate (14)
  - Xénophon (trad. François Ollier), Le Banquet. Apologie de Socrate, Les Belles Lettres, 2014 (1re éd. 1961), 119 p. (ISBN 978-2-251-00334-4)
- Charmide (153b)
- Aristophane : 
  - Les Nuées (90-132 ; 133-179)
  - Les Guêpes
  - Les Oiseaux